# Capitol Reef nationalpark
Capitol Reef nationalpark ligger i delstaten Utah i USA. Namnet antyder att det skulle vara fråga om ett rev men det handlar om att förkastingsbranten liknar ett rev. Själva förkastningen är 160 km lång. Några mil av den inkluderas i nationalparken.
Parken genomkorsas av en väg, men i övrigt är nationalparken svårtillgänglig då den knappt har några vandringsleder. Längs vägen genom parken ligger Frutia, en liten by kring en vattenkälla. Där finns historiska byggnader och en fruktträdgård med självplockning.
I nationalparken finns även naturliga broar och jättegrytor.

## Externa länkar

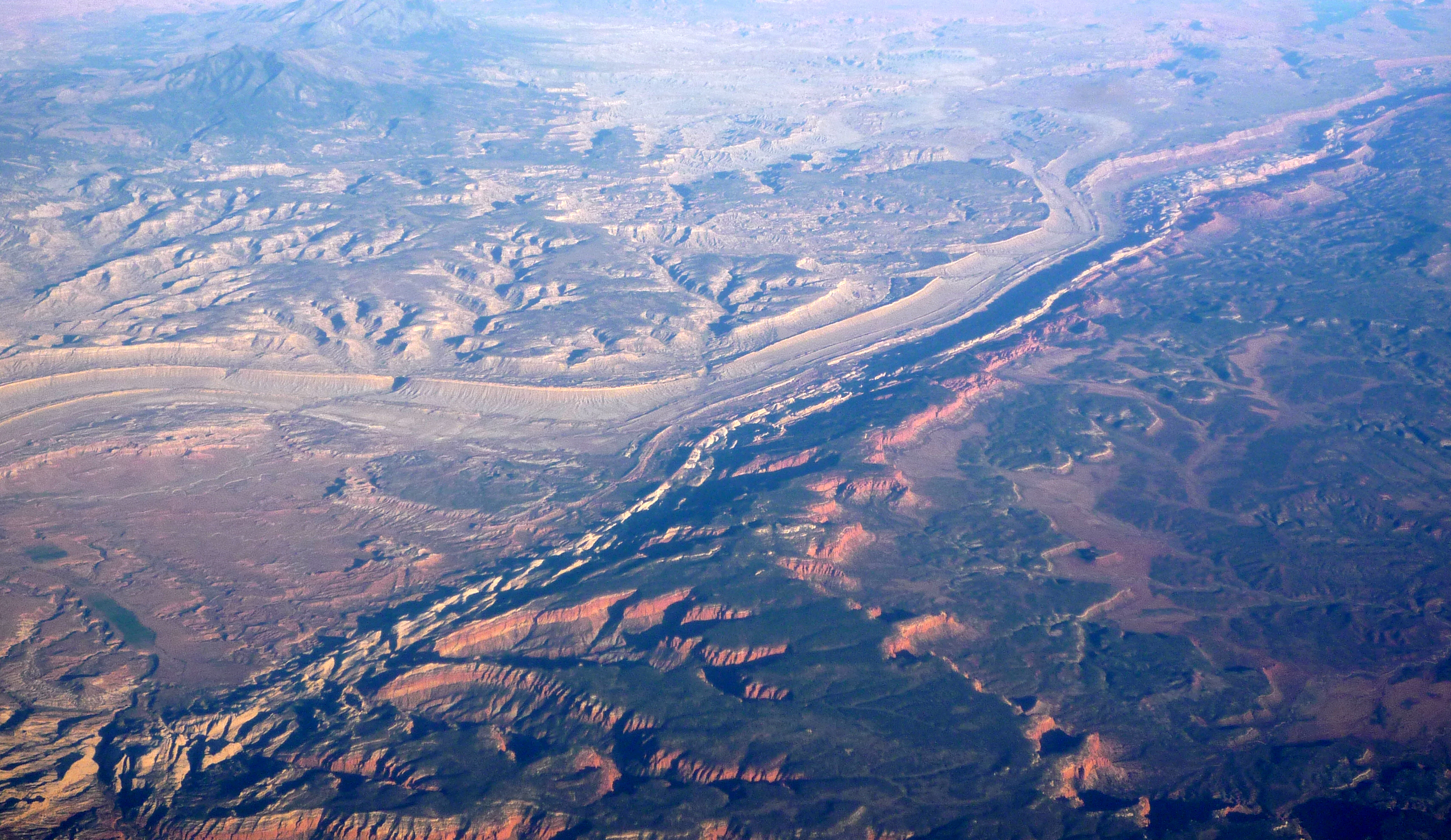
Waterpocket Fold